# Max Lochner

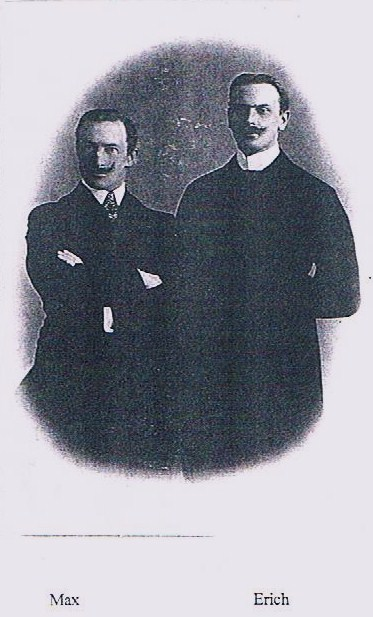
Max und sein Bruder Erich Lochner

Max Lochner (* 30. Juni 1868 in Aachen; † 22. November 1949 in Mainz-Gonsenheim) war ein deutscher Hippologe und Inhaber zahlreicher Patente.

## Biografie

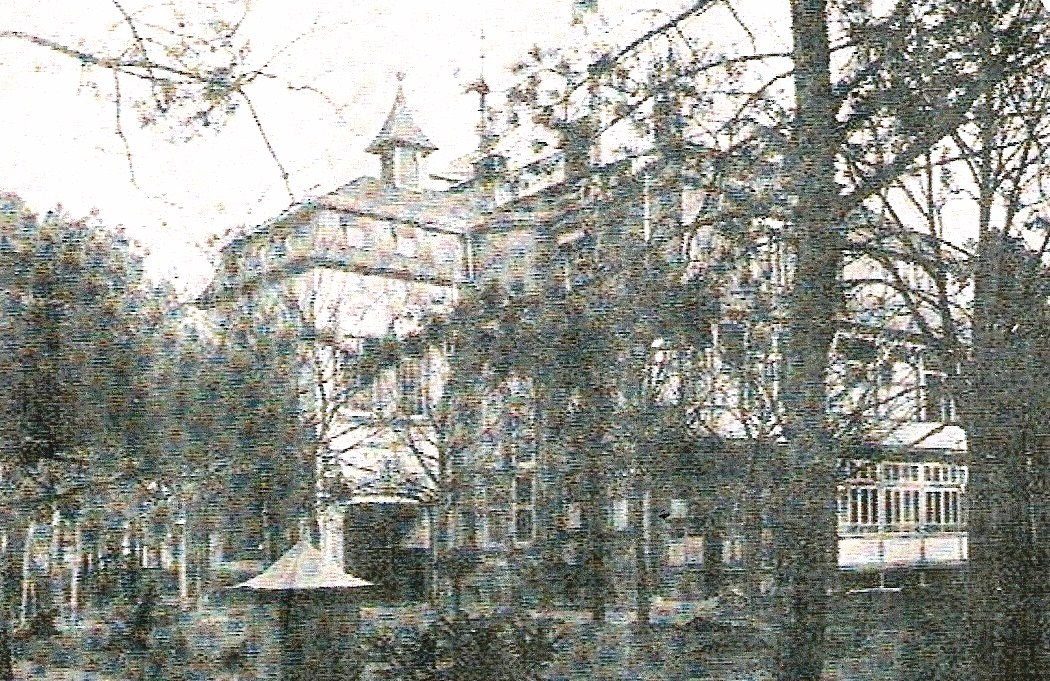
Ehemalige Lochnervilla in Mainz-Gonsenheim

Der Sohn des Aachener Tuchfabrikanten Emil Lochner und der Leonie, geb. Haniel (1846–1911), Tochter des Rittergutbesitzers Max Haniel und seiner Frau Friederike, geb. Cockerill (1816–1854), Tochter des Stahlunternehmers James Cockerill, musste nach dem Abitur die vom Vater vorgesehene Ausbildung als Violinist am Konservatorium in Brüssel wegen einer Muskelverletzung bald beenden. Nach anschließender einjähriger Ausbildung im väterlichen Betrieb erhielt Max Lochner schließlich eine militärische Ausbildung an der Kriegsschule Anklam. 1900, nach dem Tod seines Vaters, trat Lochner als Hauptmanns aus dem Militärdienst der Artillerie aus.

Lochner, der dem Pferdesport stets verbunden war, zog 1905 nach Mainz-Gonsenheim und baute dort den Lochner-Hof mit Stallungen, Reitbahn und Dressurplatz sowie eine Villa mit 34 Zimmern. Letztere wurde sowohl von 1920 bis 1927 als auch ab 1945 durch französisches Militär, darunter algerische Sipahi, besetzt und 1955 abgerissen. Lochner trat dem Reit- und Fahrverein Mainz-Gonsenheim bei und übernahm die Betreuung der leichten Abteilung, mit der er 1934/35 beachtliche Erfolge erzielte. 

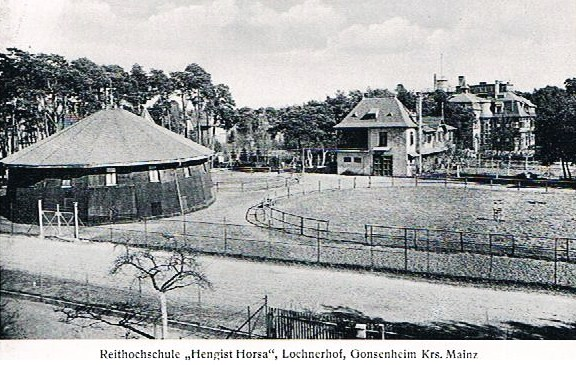
Lochner-Reitschule Gonsenheim

 Darüber hinaus begann er, sich intensiv mit der Sitzhaltung des Reiters auf dem Pferd und dem Sattelbau auseinanderzusetzen und verfasste, teilweise unter dem Pseudonym: Hengist Horsa, mehrere in damaliger Zeit sehr beachtete Publikationen. Lochner hat dabei die Gewichtseinwirkung des Reiters besonders hervorgehoben und sie als das Wesentlichste herausgestellt.
Als energischer Verfechter des Spaltsitzes, den bereits Antoine de Pluvinel als ideal bezeichnete, lehnte Lochner den englischen Pritschsattel mit seinen zwei Schwerpunkten (Bügelansatz und Sitz) ab. Er bevorzugte den amerikanischen Cowboysattel, entwickelte diesen durch zwei bewegliche Sitzkissen weiter und ließ ihn dann als speziellen, den Rücken schonenden Lochnersattel patentieren. Ebenso erhielt er ein Patent für seine Thesen über den humanen Umgang mit der Kreatur Pferd.
Lochner interessierte sich bereits in jungen Jahren auch für technische Dinge. So teilte er unter anderem die Flugbegeisterung seines Bruders Erich Lochner und führte später laut Rüdiger Haudes Publikation: Grenzflüge, politische Symbolik der Luftfahrt vor dem Ersten Weltkrieg  (Böhlau-Verlag, 2007) „eine heute nicht mehr feststellbare Neuheit für das Flugzeug ein und meldete diese zum Patent an (Herz 2000:94)“. Ebenso gehörte Max Lochner laut Sitzungsprotokoll vom 2. Mai 1914 noch der Freiballonabteilung des Deutschen Luftfahrer-Verbandes (DLV) an.

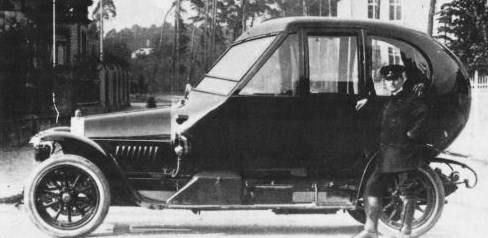
"Opel-Ei" nach Lochner

Mit Hilfe seiner Kenntnisse über den Luftfahrzeugbau entwickelte Max Lochner 1912 einen Stromlinienwagen, das so genannte Ei, das er auf eigene Kosten für 120.000 Reichsmark von Opel bauen ließ. Er ist einer der wenigen Wagen mit strömungsgünstig geformter Karosserie zu dieser Zeit. Der Querschnitt war fast kreisrund und man konnte im Ei auch bei Höchstgeschwindigkeit von 95 km/h aufrecht stehen, da die Straßenlage und Federung dies zuließen. Sogar mit Zylinderhut war das Ein- und Aussteigen unbehindert und dank einer guten Abdichtung des Innenraumes verstaubte dieser anbetracht der damaligen Straßenverhältnisse auch nur geringfügig. Das rot lackierte patentierte Opel-Ei wurde während des Ersten Weltkrieges beschlagnahmt und ist seitdem verschwunden.
Lochner erwarb noch zahlreiche weitere Patente, beispielsweise auf eine versenkbare Wintergartentür, ein Haustelefon und einen Fußschemel mit Kufen.
Lochner war zweimal verheiratet und hatte sechs Kinder.

## Werke (Auswahl)
- Grundlagen der Lufttechnik : Gemeinverständliche Abhandlung über eine neue Theorie zur Lösung der Flugfrage und des Problems des lenkbaren Luftschiffes, Kühl, Berlin, 1899
- Ausbildung von Reitpferden und Reitern, E. S. Mittler & Sohn, Mainz, Berlin, 1915